# Cliff Burwell
Cliff Burwell właśc. Clifford R. Burwell (1898 – 1977) był amerykańskim pianistą i pisarzem, autorem tekstów piosenek. Burwell zdobył sławę dzięki skomponowaniu utworu "Sweet Lorraine" w 1928 roku, który osiągnął sukces głównie dzięki temu, iż jego własną wersję nagrał m.in. w 1940 roku Nat King Cole.